# Patrick Ryan
Pour les articles homonymes, voir Pat Ryan, Paddy Ryan et Ryan.

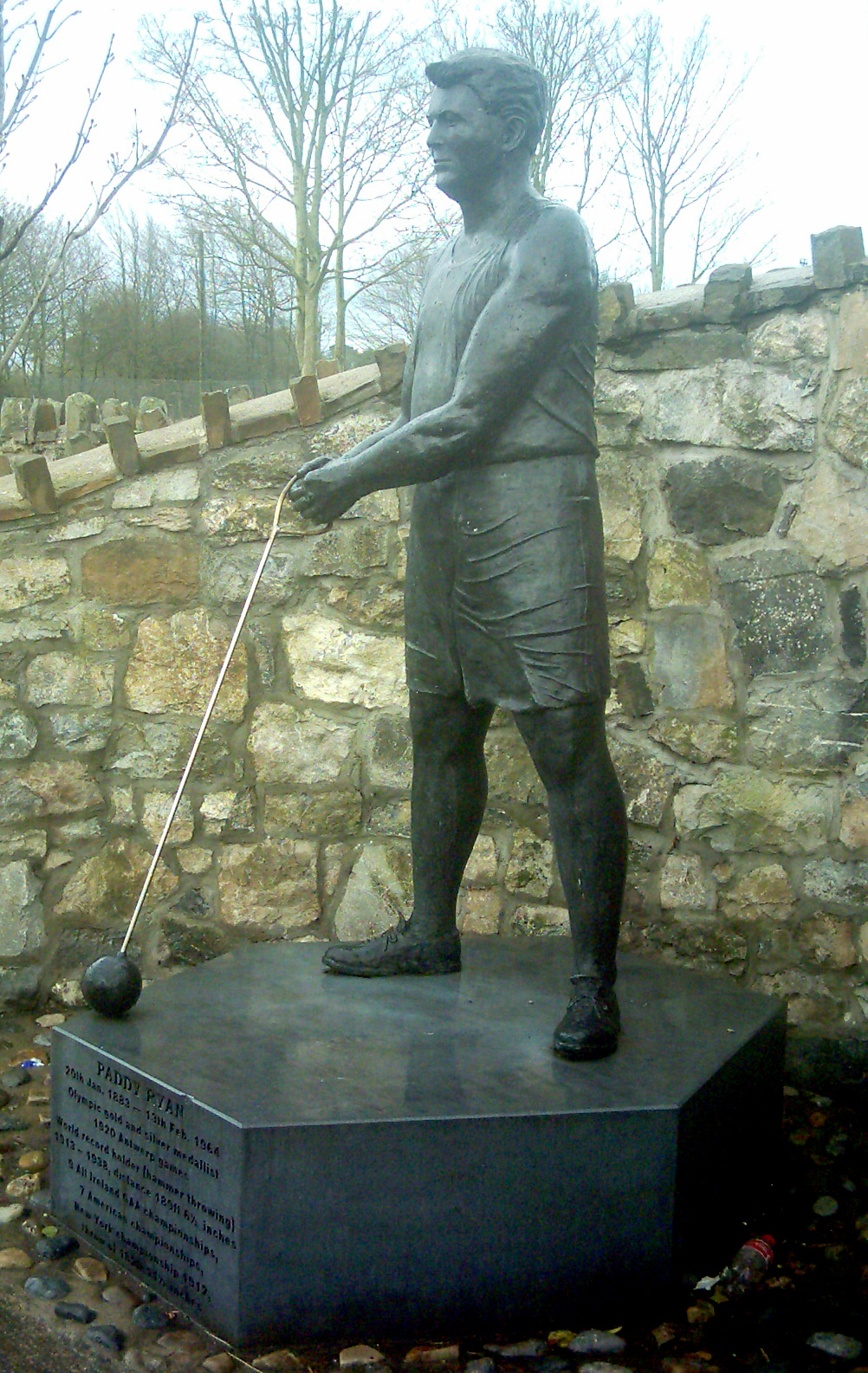
Une statue de Paddy Ryan à Pallas Green, comté de Limerick, Irlande.

Patrick James « Pat » « Paddy » Ryan (né le 4 janvier 1881 à Old Pallas - mort le 13 février 1964) était un athlète américain, d'origine irlandaise, spécialiste du lancer de marteau.
En 1913, il établit le premier record du monde de cette épreuve qui résista 36 ans (et 40 ans comme record des États-Unis). Il gagna son concours aux Jeux interalliés de l'été 1919, avec un jet à 55 mètres (le record mondial était alors de 57,77 mètres, établi en 1913). Il remporta ensuite la médaille d'or aux Jeux d'Anvers en 1920.
Il est élu au Temple de la renommée de l'athlétisme des États-Unis en 2014.